# Redinha (Natal)
Redinha é um dos sete bairros da zona norte de Natal, no estado do Rio Grande do Norte. Localizado na foz do Rio Potengi, é conhecido por abrigar a Praia da Redinha, a única da zona norte e que lhe empresta o nome, e ainda pela ginga com tapioca, prato típico de Natal consumido no mercado público local e declarado patrimônio cultural imaterial da cidade e do estado. De acordo com o renomado historiador natalense Luís da Câmara Cascudo, o topônimo "Redinha" está associado à freguesia homônima em Portugal. Por se limitar com a localidade da Redinha Nova, uma praia no município limítrofe de Extremoz, é por vezes referido como Redinha Velha.
Tem como padroeira Nossa Senhora dos Navegantes, possuindo duas igrejas dedicadas à santa. A menor e mais antiga é uma capelinha construída por volta de 1922 e frequentada pelos pescadores locais. Em 1954, foi erguida outra igreja maior, a única de todo o Brasil feita com pedras retiradas do mar, porém com a frente de costas para o oceano, ao contrário da antiga, que até hoje continua sendo frequentada pelos pescadores. Anualmente, a festa da padroeira é realizada no mês de janeiro, com duas procissões, uma fluvial, sobre o Rio Potengi, e outra terrestre, percorrendo algumas ruas do bairro. A Redinha também é lembrada pelo seu carnaval, com os blocos Baiacu na Vara, fundado em 1990 e sempre ocorrendo na Quarta-Feira de Cinzas,  e Os Cão, mais antigo, datado de 1962, no qual os participantes se cobrem de lama em um mangue.
Com 16 630 habitantes (2010), é o segundo bairro menos populoso da zona norte, à frente apenas de Salinas, e o vigésimo sexto dentre os 36 bairros de Natal. Boa parte de sua área está inserida na Zona de Proteção Ambiental 8 (ZPA 8), que abrange o estuário do rio Potengi e os manguezais que a recobrem, e uma área menor na ZPA 9, compreendendo os ecossistemas de dunas e lagos próximos ao Rio Doce, de acordo com o plano diretor de Natal. É neste bairro onde tem início a Avenida Dr. João Medeiros Filho (RN-302), conhecida como "Estrada da Redinha", que interliga os bairros da zona norte de Natal à BR-101. Está ligado diretamente ao restante da cidade por meio da Ponte Newton Navarro, que foi inaugurada em 2007, após pouco mais de três anos em obras.